# (13560) La Perouse
(13560) La Perouse  es un asteroide perteneciente al cinturón de asteroides, descubierto el 2 de septiembre de 1992 por Eric Walter Elst desde el Observatorio La Silla, en Chile.

## Designación y nombre
La Perouse se designó inicialmente como 1992 RX6.
Más adelante fue nombrado en honor al marino y explorador francés La Pérouse (1741-1788).

## Características orbitales
La Perouse orbita a una distancia media del Sol de 3,0454 ua, pudiendo acercarse hasta 2,7689 ua y alejarse hasta 3,3219 ua. Tiene una excentricidad de 0,0907 y una inclinación orbital de 9,4969° grados. Emplea en completar una órbita alrededor del Sol 1941 días.

## Características físicas
Su magnitud absoluta es 13,0. Tiene 9,042 km de diámetro. Su albedo se estima en 0,180.